# ماكدونيل إكس إتش-20 ليتل هنري
ماكدونيل إكس إتش-20 ليتل هنري  (بالإنجليزية: McDonnell XH-20 Little Henry)‏ هي مروحية أنتجت في الولايات المتحدة. من صناعة طائرات ماكدونل. كانت تستخدم بشكل أساسي من قبل القوات الجوية الأمريكية. كان أول طيران لها في 29 أغسطس 1947. صنع منها 2 طائرة.